# Petronilho de Brito
Petronilho de Brito (São Paulo, 31 de maig de 1904 - São Paulo, 1983) fou un jugador de futbol brasiler de les dècades de 1920 i 1930.

## Trajectòria
Petronilho de Brito passà la major part de la seva carrera futbolística defensant els colors de diversos clubs de la ciutat de São Paulo. Jugà als clubs Antárctica, Minas Gerais, Sírio i Independência. El 1930 fitxar pel San Lorenzo de l'Argentina. Guanyà el campionat argentí de futbol el 1933 i es retirà del futbol en actiu el 1936. Jugà cinc partits amb la selecció del Brasil, el primer l'any 1928 i el darrer el 1935. El primer partit fou el 24 de juny de 1928 enfront del Motherwell d'Escòcia, el primer gol el marcà el 24 de febrer de 1929 davant el Rampla Juniors de l'Uruguai, i el darrer partit el jugà el 24 de febrer de 1935 enfront del River Plate de l'Argentina.
Fou germà del també futbolista Waldemar de Brito.